# 代赫洛蘭
代赫洛蘭是伊朗的城市，位於該國西部札格羅斯山脈西部山腳，由伊拉姆省負責管轄，距離首府伊拉姆市125公里，毗鄰與伊拉克接壤的邊境，海拔高度178米，2006年人口27,602。